# Station Bellingham
Station Bellingham is een spoorwegstation in de London Borough of Lewisham in Zuid-Londen, Engeland. 